# Akka
Akka ou Aqa (em árabe: أقا; romaniz.: Aqqā) é uma vila e comuna do sul de Marrocos, que faz parte da província de Tata e da região de Guelmim-Es Semara. Em 2004 a comuna tinha 7 102 habitantes e estimava-se que em 2012 tivesse 7 390 habitantes.
A comuna é composta por várias aldeias dispersas num oásis do deserto do Saara, próximo da fronteira com a Argélia, 62 km a sudoeste de Tata e 285 km a sudeste de Agadir (distâncias por estrada). Akka significa tâmara no dialeto berbere local, o que tem origem no grande palmeiral de tamareiras situado junto à localidade. O principal produto local no soco semanal de quinta-feira é a tâmara.
Além do palmeiral, onde existem várias aldeias, os principais atrativos para os visitantes são uma casbá e o agadir (celeiro-fortaleza comunitário) de Azro, ambos situados a pouca distância da aldeia de Aït Rahal, no meio do palmeiral. Pero da mesma aldeia situam-se "Las Cascades" (as "cascatas"), onde há algumas lagoas de irrigação pouco profundas onde os locais tomam banho, apesar de haver o risco de infeção de bilharziose. Alguns quilómetros a noroeste de Aït Rahal encontra-se a garganta de Targannt, onde há um conjunto de oásis entalados entre penhascos e as ruínas duma aldeia abandonada. No deserto entre Aït Rahal e Targannt há gravuras rupestres junto às ruínas dum antigo quartel francês situado no cimo dum morro. Algumas das gravuras são recentes, mas há algumas que alegadamente têm mais de dois mil anos. Perto da aldeia de Oum el Alek (ou Oum Aälague), 7 km a sudeste de Akka, encontram-se mais gravuras rupestres, supostamente pré-históricas. Em Akka encontram-se ainda as ruínas duma mesquita com um grande minarete, provavelmente do século XII ou XIII, que apresenta claras influências almóadas.
À semelhança de outros locais do sul de Marrocos, o oásis de Akka teve uma comunidade judaica importante. O rabino e explorador africano Mardochée Aby Serour (1826–1886), era natural de Akka. Serour foi correspondente da Sociedade de Geografia de Paris e guia do explorador francês Charles de Foucauld (1858–1916).